# 涙のメッセンジャー 14歳の約束
『涙のメッセンジャー 14歳の約束』（なみだのメッセンジャー じゅうよんさいのやくそく、Ithaca）は2015年のアメリカ合衆国のドラマ映画。女優メグ・ライアンの初監督作品で、出演はアレックス・ニューステッターとサム・シェパードなど。第二次世界大戦中の米国の小さな田舎町イサカ（Ithaca：原題と同じ）を舞台にした群像劇。原作はウィリアム・サローヤンの1943年の小説『人間喜劇』。
2015年10月に開催されたMiddleburg Film Festivalで初上映された。日本では劇場未公開でWOWOWで2018年11月29日に放映された。

## ストーリー
第二次世界大戦中の米国の小さな田舎町イサカで家族と暮らす14歳の少年ホーマーは、父を亡くし、兄も従軍中のため、家族を養うために郵便配達員として働き始める。様々な人や景色に出会えるとして希望に胸を膨らませていたホーマーだったが、戦死した兵士の訃報を遺族に届ける仕事に、現実の厳しさを思い知らされて思い悩むようになる。そんなホーマーを上司であるトムやベテラン電信士のグローガンは優しく見守る。
ある日、かねてより酒に溺れる生活をしていたグローガンが仕事中に急死する。そこにはホーマーの兄マーカスの訃報を知らせる電報が残されていた。激しいショックを受けるホーマーをトムは慰める。
一方、ホーマーの家にマーカスの戦友トビーがマーカスの訃報を知らせにやってくる。そこにホーマーが帰宅し、家族は全てを理解した上でトビーを家に招き入れる。

## キャスト
ホーマー
演 - アレックス・ニューステッター
小さな田舎町で暮らす14歳の郵便配達員。
ケイト
演 - メグ・ライアン
ホーマーの母。
マーカス
演 - ジャック・クエイド
ホーマーの優しい兄。従軍中。
ウィリアム・グローガン
演 - サム・シェパード
郵便局のベテラン電信士。
トム
演 - ハミッシュ・リンクレイター
ホーマーを雇った郵便局員。
マシュー
演 - トム・ハンクス
ホーマーの父。亡くなったばかりで、しばしばケイトの前に幻として現れる。
ベス
演 - クリスティーン・ネルソン
ホーマーの姉。高校生。
ユリシーズ
演 - スペンサー・ハウェル
ホーマーの4歳の弟。
トビー・ジョージ
演 - ガブリエル・バッソ
マーカスの戦友。孤児。

## 作品の評価
Rotten Tomatoesによれば、18件の評論のうち高評価は22%にあたる4件で、平均点は10点満点中3.73点となっている。
Metacriticによれば、9件の評論のうち、高評価は1件、賛否混在は3件、低評価は5件で、平均点は100点満点中36点となっている。